# Serum-Präzipitin-Test
Der Serum-Präzipitin-Test (synonym Uhlenhuth-Probe) ist ein serologischer Verwandtschaftsnachweis, der auf der Präzipitation von Seren mit Antigenen im Blutserum, die eine verwandtschaftsbedingte Ähnlichkeit zu dem zur Herstellung des Immunserums verwendeten Antigens besitzen, beruht.
Der Test (die Präzipitinreaktion) basiert auf der spezifischen Antigen-Antikörper-Reaktion zum Feststellen der antigenen Übereinstimmung zweier Organismen im Hinblick auf ihre Proteine. Jede Art hat artspezifische Proteine und deshalb kann man mit diesem Test deren Grad der Ähnlichkeit bestimmen. Die im Serum befindlichen Antikörper führen bei Kontakt mit Antigenen, je nach Verwandtschaft zum Antigen, das zur Erzeugung des Serums verwendet wurde, zu einer Fällung (synonym Ausfällung, Präzipitation) der im Blutserum gelösten Proteine. Je ähnlicher sich die Aminosäuresequenzen der verwendeten Serumproteine sind, umso größer ist die genetische Übereinstimmung, woraus eine größere Verwandtschaft und eine stärkere Fällung durch das Serum folgt. Diese Argumentationskette gilt auch umgekehrt. Der Test wurde neben der Bestimmung der Spezies einer unbekannten Blutprobe auch zur quantitativen Untersuchung von stammesgeschichtlichen Verwandtschaften (Phylogenie) und auch zum Nachweis von Beimischungen nicht-deklarierter Tierarten in Fleisch und Wurst angewandt.
Entdeckt hatte das Verfahren Paul Uhlenhuth 1901. Mit seiner biologischen Methode der Präzipitinreaktion zum Nachweis verschiedener Blut- und Fleischarten, war es der Kriminalistik erstmals möglich, Tier- und Menschenblut bei Blutspuren sicher zu unterscheiden.

## Verfahren
Der Präzipitin-Test kann allgemein für die Untersuchung von Verwandtschaftsbeziehungen verwendet werden, im Folgenden wird er für die Untersuchung einer Verwandtschaft zu menschlichem Blut beschrieben. Entsprechend könnte man ihn aber auch für andere Organismen durchführen.
Zunächst wird das so genannte Human-Serum benötigt, welches man gewinnt, indem man menschliches Blut einige Zeit in einem Reagenzglas stehen lässt, oder es zentrifugiert, sodass sich die festen Bestandteile im unteren Bereich des Reagenzglases ablagern und oben die restliche Flüssigkeit (Plasma ohne Fibrinogen).
Dieses Serum wird einem Kaninchen oder einem anderen Zwischenorganismus gespritzt, welchem wiederum nach einigen Wochen Blut entnommen wird.
Mit dem Kaninchenblut führt man das obige Verfahren zur Trennung des Serums von der Flüssigkeit durch und gewinnt so ein neues Serum, das Anti-Human-Serum, welches Antikörper gegen menschliche Serum-Proteine enthält.
Mischt man dieses Anti-Human-Serum nun mit menschlichem Blut, so gibt es eine Ausfällung (Präzipitation), da diese Antigene sofort von Antikörpern bekämpft werden. Die (bei 100 % Identität) maximal erreichbare Fällung der Antigen-Antikörper-Komplexe wird als eine 100-prozentige Fällung definiert (als Vergleichsstandard). Eine als Negativkontrolle mitgeführte, weitmöglichst verwandte Probe führt mangels Verwandtschaft nicht zu einer Präzipitation.
Bei anderen Lebewesen gibt es mit diesem Anti-Human-Serum unterschiedliche Ergebnisse, wobei hierbei der Grad der Ausfällung Rückschlüsse auf die stammesgeschichtliche Nähe ermöglicht.
Je mehr Proteine durch die im Anti-Human-Serum enthaltenen Antikörper ausgefällt werden, desto ähnlicher sind die Organismen dem Menschen im Hinblick auf die Proteine. Da die spezifischen Proteine eines jeden Organismus sich im Laufe der Evolution entwickelt haben, deutet eine große Ähnlichkeit in Bezug auf die Proteine auf eine große verwandtschaftliche Nähe zwischen zwei Organismen hin. Da die Präzipitinreaktion jedoch ein wenig differenziertes Ergebnis liefert, nicht bei allen Tiergruppen angewendet werden kann und keine genaueren Rückschlüsse darauf zulässt, wann sich die Entwicklungslinien zweier Lebewesen getrennt haben, hat sie heute stark an Bedeutung verloren. Stattdessen wird ein genetischer Fingerabdruck heutzutage eher mit der DNA-Sequenzierung, der Aminosäuresequenzanalyse (mittels Edman-Abbau), dem Restriktionsfragmentlängenpolymorphismus, der STR-Analyse oder mit der DNA-DNA-Hybridisierung untersucht.

### Beispiel
Im Folgenden wird als Beispiel die serologische Verwandtschaftsuntersuchung von menschlichen Serum-Proteinen in Bezug auf Menschen, Schimpansen, Gorillas, Orang-Utans, Paviane, Rinder, Schafe, Hirsche, Pferde, Beutelsäuger, Vögel und Kaninchen durchgeführt. Der Zwischenorganismus zur Gewinnung des Testserums (hier ein Anti-Human-Serum) ist ein Kaninchen.

### Vorgehen
- Es wird Blutserum vom Menschen entnommen und einem Kaninchen injiziert.
- Nach einiger Zeit bildet das Kaninchen Antikörper gegen die Proteine des Menschen (genauer: gegen antigene Proteine und Kohlenhydrate).
- Nun wird Blut vom Kaninchen entnommen und daraus Testserum hergestellt.
- Das Testserum wird zu Blutproben von Mensch, Schimpanse und Orang-Utan gegeben.
- Es erfolgt eine Verklumpung (Ausfällung/Präzipitation) des Blutes im Testserum je nachdem, wie stark die Antikörper zu den Antigenen passen.

### Ergebnis
- Mensch: 100 %
- Schimpanse: 85 %
- Gorilla: 64 %
- Orang-Utan: 42 %
- Pavian: 29 %
- Schaf: 18 %
- Rind: 10 %
- Hirsch: 7 %
- Pferd: 2 %
- Beuteltier: 0 %
- Vogel: 0 %